# Fonologia
La fonologia è la branca della linguistica che studia i sistemi di suoni ("sistemi fonologici") delle lingue del mondo. Più in particolare la fonologia si occupa di come i suoni linguistici (foni) siano usati contrastivamente (ossia per distinguere significati) e della competenza che i parlanti posseggono nei riguardi del sistema fonologico della propria lingua.
In genere il termine "fonologia" è anche usato in riferimento al sistema fonologico stesso di una determinata lingua, intendendo con fonologia una delle parti della grammatica di quella lingua. Si può quindi parlare della fonologia dell'italiano, della fonologia dell'inglese, della fonologia del ceco e così via, intendendo i sistemi fonologici delle suddette lingue.
Mentre la fonologia studia le relazioni tra foni nei sistemi fonologici, la fonetica si concentra sullo studio fisico di essi. Infine, la fonologia non va confusa con la grafemica, che invece tratta dei sistemi di scrittura e della loro relazione con i sistemi fonologici delle lingue che scrivono.

## Definizione
La parola "fonologia" deriva dal greco φωνή (phōnḗ, "voce", "suono") e il suffisso -logia (dal greco λόγος, lógos, "parola", "discorso"). Di questo termine sono state date varie definizioni, più o meno concordi, e spesso dipendenti interamente dalla teoria di riferimento. Nikolaj Trubeckoj in Principi di fonologia (1939) definisce la fonologia come "lo studio dei suoni appartenenti al sistema del linguaggio", come opposto alla fonetica, che è "lo studio dei suoni appartenenti all'atto indefinito dell'enunciato" (la distinzione tra linguaggio e atto linguistico è parallela a quella saussuriana di langue e parole). Più recentemente, è stato scritto che la fonologia si riferisce principalmente alla branca della linguistica che riguarda i suoni delle lingue, mentre, in senso più stretto, "la fonologia propria riguarda la funzione, il comportamento e l'organizzazione dei suoni come unità linguistiche". Secondo altri significa "l'uso sistematico dei suoni per codificare significati in qualunque lingua umana o la branca della linguistica che studia questo uso."

## Sistemi fonologici
Il sistema fonologico di una lingua permette di trasmettere e distinguere parole diverse e significati diversi in quella lingua. Nella fonologia tradizionale, un sistema fonologico è composto principalmente da: 1) un insieme di unità distintive – a seconda della teoria, fonemi (consonanti e vocali, con i loro allofoni), tratti distintivi o altre unità fonologiche – detto anche "inventario fonemico", "segmentale" o "fonologico", 2) da regole che determinano la struttura delle sillabe ammesse e le combinazioni di fonemi consentite nelle sillabe (fonotassi) e 3) da regole di accentazione. Le varie regole presenti nelle fonologie delle lingue prendono il nome di regole o processi fonologici. Lo studio della fonologia, quindi, riguarda la competenza che il parlante possiede di queste unità e di queste regole, come queste siano memorizzate e processate nella sua mente.
In genere, si divide l'analisi dell'insieme di fonemi consonantici e vocalici (fonologia segmentale) da quella delle regole sillabiche, fonotattiche e accentuali (fonologia sovrasegmentale). La descrizione della fonologia di una lingua consiste nella descrizione di queste due parti.

## Fonologia e fonetica
Per ogni fonema sono possibili differenti foni ("fono" è ciascuno dei segmenti acustici di durata tipica e caratteristiche comuni tra i suoni linguistici in sequenza). A partire dai foni, la fonologia distingue classi di suoni in relazione alla loro funzione.
Così, in trascrizione fonetica:
- [ˈpare]
- [ˈpaːre]
- [ˈpære]
- [ˈpæːre][10]

sono quattro pronunce differenti di una parola italiana. Lo scambio (commutazione) tra [a], [aː], [æ], [æː] non comporta nessuna differenza in termini di significato, per cui è possibile categorizzare questi foni nell'unico fonema /a/.
Schematizzando:
[a] [aː] [æ] [æː]
┌────────────────────────────────────────────────────────────────────────────────────────────────────┘ /a/
Come si può vedere, la trascrizione fonetica prevede l'uso di parentesi quadre, mentre quella fonematica l'uso di barre oblique.
Nell'esempio sopra riportato, si è visto che i diversi foni [a], [aː], [æ], [æː] sono diversi dal punto di vista articolatorio, acustico e percettivo: essi vengono insomma articolati in modi diversi dal parlante, hanno caratteristiche fisiche differenti, vengono percepiti diversamente da chi ascolta (anche se, in certi casi, distinti a stento). D'altra parte, da un punto di vista che si potrebbe definire "psicologico" o "mentale", essi possono essere pensati come lo stesso suono, proprio in quanto le differenze tra l'uno e l'altro non si rilevano sul piano semantico (non determinano, cioè, diversi significati, ma sono solo diverse pronunce della stessa parola, ossia espressioni dello stesso contenuto).
Diversa è la situazione per le parole inglesi sinner ("peccatore") e singer ("cantante"): alla diversa pronuncia della n nell'uno e nell'altro caso (rispettivamente [sɪnə] e [sɪŋə], nasale alveolare nel primo caso, velare nel secondo) corrisponde una differenza di significato.
Se, da un lato, non a tutte le differenze fisiche (competenza della fonetica) corrisponde una realtà "psicologica" (cioè una differenza percepita come rilevante sul piano del significato), dall'altro è invece vero il contrario: tutte le distinzioni fonologiche hanno per definizione una realtà fisica.
La fonologia si distingue dunque dalla fonetica, che è lo studio generale dei foni da un punto di vista fisico-acustico (la formazione dei suoni che la voce umana è in grado di generare). Uno stretto rapporto tra le due discipline esiste soprattutto in relazione alla teoria dei tratti distintivi: è il fatto che i foni [a], [aː], [æ], [æː] abbiano dei tratti fonetici in comune che suggerisce un apparentamento fonologico.

## Fonemi e allofoni
Per fare un esempio di opposizione fonemica, attraverso una coppia minima valida per l'italiano, /lana/ vs /rana/, si può affermare che nella nostra lingua (come in molte altre lingue occidentali) i suoni «l» ed «r» rappresentano fonemi separati (e si rappresentano graficamente tra barre oblique: /l/ e /r/). Invece in molte lingue orientali essi non sono fonemi, ma sono allofoni, cioè varianti di uno stesso fonema (e si rappresentano tra parentesi quadre: [l] e [r]). Il coreano può essere preso come esempio: si dice Seoul ma Korea e reimon ("limone"). La regola generale è che [r] compare davanti a vocale, [l] no. Il fonema dominante è /r/, che verrà scelto nella descrizione del linguaggio, e tuttavia in posizione finale di parola, e comunque se non precede una vocale, esso si presenta con l'allofono [l]. Un parlante coreano dirà, quindi, che la «l» di «Seoul» e la «r» di «Korea» sono la stessa cosa. E questo perché egli usa un unico fonema /r/, che in dipendenza dal contesto linguistico, verrà espresso con due foni, [r] o [l]. Ugualmente, un coreano che senta i due suoni, li interpreterà come due realizzazioni dell'unico fonema /r/, e penserà quindi che siano lo «stesso suono».

## Fonemi soggiacenti
Il caso più noto di fonema soggiacente è probabilmente l'[ŋ] delle lingue germaniche odierne. In passato il suffisso ing/ung si pronunciava [ing], poi col tempo la [n] e la [ɡ] si sono fuse in un unico suono nasale velare (nei dialetti rustici si è raggiunto il passo successivo, ovvero la pronuncia [in], scritto in' con il comune fono nasale alveolare). Molti studiosi hanno ravvisato in questo un cambiamento fonologico rilevante, tale da giustificare la creazione di un nuovo fonema /ŋ/. Eppure questo «fonema» compare solo ed esclusivamente in finale di sillaba: se in una trascrizione si usa il segno di divisione sillabica [.], diventa inutile considerare [N] come fonema e porlo tra //. Si dirà piuttosto che è la realizzazione di una sequenza di fonemi soggiacenti /ng/ che in finale di sillaba si pronunciano con il fono [ŋ]. Nessun problema anche per l'analisi degli attuali dialetti rustici germanici:
/-ing$/ [-ing] -> /-ing$/ [-iŋ] -> /in$/ [in].
dove /$/ è il confine di sillaba.

## Fonologia e sintassi
Uno dei più rilevanti problemi pratici della fonologia consiste nello stabilire cosa viene interpretato. Si prenda ad esempio la frase
- La vecchia maschera la stampa.[14]

La frase è costituita da una sequenza di parole: la pronuncia di ciascuna in isolamento non è differente da quella che occorre per pronunciare l'intera frase, eppure il significato della frase rimane oscuro finché non viene attuata una interpretazione sonora: a seconda di dove va rintracciato il confine di sintagma, il significato sarà "La vecchia signora camuffa la stampa" o "Il vecchio dipendente del teatro stampa qualcosa". Non tutto è dunque interpretabile fonologicamente: l'ambiguità può essere morfologica ("vicino" è aggettivo o preposizione?) o sintattica ("Ho visto il postino col cannocchiale": il cannocchiale l'ha chi parla o il postino?).
Nell'esempio indicato
- Ho visto il postino col cannocchiale.

abbiamo diverse possibilità di incassamento ma una sola interpretazione fonologica.

## Fonemi e ortografia
La distinzione tra fonema e grafema ("lettera") è molto importante, in quanto a seconda della lingua possono essere presenti importanti discrepanze tra i due concetti. L'italiano e lo spagnolo hanno un sistema di scrittura che si avvicina abbastanza bene alla realtà fonologica, così come molte lingue slave e baltiche. Tra i sistemi che presentano il più alto grado di corrispondenza biunivoca tra fonemi e grafemi sono quelli dell'esperanto e del coreano con l'alfabeto hangŭl. Invece il francese, l'inglese e il danese hanno un'ortografia che rispecchia condizioni fonologiche arcaiche e, spesso, non esenti da false etimologie e lettere pleonastiche.

## Fonologia generativa
Il libro The sound pattern of English (pubblicato nel 1968 da Noam Chomsky e Morris Halle) ha rappresentato una svolta nella fonologia, fino ad allora dominata dal modello dello strutturalismo. Esso ha presentato la fonologia dove una rappresentazione fonologica (forma sintattica superficiale) è una struttura la cui parte fonetica è una sequenza di unità che hanno caratteristiche peculiari. Sebbene la fonologia generativa non abbia il concetto di fonema, queste unità sono spesso chiamate, con un leggero abuso di terminologia, «fonemi». Le caratteristiche descrivono aspetti dell'articolazione e percezione, sono prese da un insieme fissato universalmente e hanno i valori + o - (come nei tratti). Le regole fonologiche governano come questa rappresentazione venga trasformata nella pronuncia corrente, in altre parole come si passi dalla forma sottostante alla forma di superficie.

## Cambiamento di un fonema nel tempo
I particolari suoni che in una lingua si trovano ad essere distintivi (nella prospettiva dello strutturalismo sono invece i tratti che rendono distintivi i fonemi) possono cambiare nel tempo. Per esempio, in inglese i foni [f] e [v] erano allofoni e hanno assunto carattere di fonema solo più tardi, quando con prestiti dal francese e dai dialetti inglesi meridionali (parole come vat e vixen) il fono [v] è comparso non più solo in posizione intervocalica, ma anche iniziale, e viceversa il fono [f] è comparso anche in posizione interna intervocalica, rendendo impossibile stabilire se una labiodentale dovesse essere sonora o non-sonora solo a partire dalla sua posizione nella parola.

## Altre caratteristiche delle lingue studiate dalla fonologia
L'accento d'intensità e l'intonazione fanno anch'essi parte dello studio della fonologia.
In alcune lingue l'accento non ha rilevanza dal punto di vista del significato della parola, come nel finlandese o nell'ungherese. Nelle lingue romanze l'accento d'intensità è invece sempre distintivo, con l'eccezione del francese, dove si trova sempre a fine parola. Nelle lingue germaniche l'accento riveste un'importanza minore: è distintivo (con poche coppie minime) in inglese e tedesco ma non, per esempio, in islandese, lingua che rispecchia meglio il carattere originario delle lingue germaniche. Anche in latino, ad esempio, si ritiene che nel periodo arcaico l'accento d'intensità non fosse distintivo, e posto sempre sulla prima sillaba.

## Storia della fonologia
La storia della fonologia si può far iniziare con l'Aṣṭādhyāyī, la grammatica sanscrita composta da Pāṇini, verso il IV secolo a.C. In particolare, gli Śiva Sutra (Śivasūtrāṇi), un testo ausiliare alla grammatica paniniana, introduce quello che può essere considerato un elenco di fonemi della lingua sanscrita, con un sistema di notazione che è usato in tutto il testo, il quale tratta anche di morfologia, sintassi e semantica.
Lo studioso polacco Baudouin de Courtenay (insieme al suo ex studente Mikołaj Kruszewski) introdusse il concetto di fonema nel 1876 e il suo lavoro, anche se spesso non riconosciuto, è considerato il punto di partenza della moderna fonologia. De Courtenay ha anche lavorato alla teorie delle alternanze fonetiche (ciò che è chiamato ora allofonia e morfofonologia) e ha avuto una significativa influenza sul lavoro di Ferdinand de Saussure.
Una scuola che ha influenzato la fonologia durante il periodo tra le due guerre fu la Scuola di Praga. Uno dei suoi membri fu il principe Nikolaj Trubeckoj: i suoi Grundzüge der Phonologie (Principi di Fonologia), pubblicati postumi nel 1939, sono tra i lavori più importanti di quel periodo nel campo della fonologia. Direttamente influenzato da Baudouin de Courtenay, Trubeckoj è considerato il fondatore della morfofonologia, benché questo concetto fu anche riconosciuto da de Courtenay. Trubeckoj sviluppò anche il concetto di "arcifonema". Un'altra importante figura nella Scuola di Praga fu Roman Jakobson, il quale è riconosciuto come il più prominente linguista del XX secolo.
Nel 1968, Noam Chomsky e Morris Halle pubblicarono The Sound Pattern of English, la base della fonologia generativa. Secondo questa corrente, le rappresentazioni fonologiche dei segmenti che costituiscono i morfemi sono costituite da tratti distintivi. Questi tratti erano una espansione del precedente lavoro di Roman Jakobson, Gunnar Fant e Morris Halle. I tratti descrivono aspetti articolatori e percettivi, sono raggruppati in un insieme universalmente fissato e posseggono forma binaria (ogni tratto può assumere il valore "+", che indica la sua presenza, o il valore "-", che indica la sua assenza). Ci sono almeno due livelli di rappresentazione: la rappresentazione soggiacente e la rappresentazione (fonetica) di superficie. Delle regole fonologiche ordinate permettono di derivare la rappresentazione soggiacente in quella di superficie. Una conseguenza importante dell'influenza di The Sound Pattern of English fu la diminuzione dell'importanza della sillaba a favore dei segmenti. Inoltre i generativisti inclusero la morfofonologia nella fonologia, cosa che creò e risolse problemi allo stesso tempo.
La fonologia naturale è una teoria basata sulle pubblicazioni del suo sostenitore David Stampe nel 1969 e (più esplicitamente) nel 1979. Secondo la sua visione, la fonologia è basata su un insieme di processi fonologici universali che interagiscono uno con l'altro; quali di questi sono attivi o soppressi in una lingua, dipende da lingua a lingua. Piuttosto che agire sui segmenti, questi processi operano sui tratti distintivi all'interno dei gruppi prosodici. I gruppi prosodici possono essere grandi come una parte di sillaba fino a un'intera proposizione. I processi fonologici non sono ordinati (a differenza della fonologia generativa), anche se il prodotto di uno può essere l'input di un altro. Tra gli altri fonologi naturali di rilievo vanno menzionati Patricia Donegan e Geoffrey Nathan. I principi della Fonologia Naturale furono estesi alla morfologia da Wolfgang U. Dressler, che fondò la Morfologia Naturale.
Nel 1976 John Goldsmith introdusse la fonologia autosegmentale. In questa cornice teorica generativa, le unità minime non sono i fonemi intesi come insieme di tratti, ma i tratti stessi che assumono un valore "autonomo" in quanto possono essere essi stessi segmenti (da ciò il nome "autosegmentale").
John McCarthy, Alan Prince e Paul Smolensky idearono la Teoria dell'ottimalità, anch'essa generativa, dove si dice che una lingua sceglie la realizzazione fonetica di una parola che meglio si adatta a una lista di vincoli, ordinati per importanza. Questi vincoli, che costituiscono un insieme universale, sono violabili, ossia una lingua può non aderire ad alcuni di essi: quali vincoli sono violati da una lingua e quali no dipende da lingua a lingua  (si confronti con la Fonologia Naturale, qui sopra).
Un approccio integrato che combina analisi sincroniche e diacroniche dei pattern fonologici e fonetici fu fondato con l'Evolutionary Phonology in anni recenti da Juliette Blevins.